# Erik Valkendorf
Erik Valkendorf, död den 28 november 1522 i Rom, var en danskfödd norsk ärkebiskop. Son till Axel Valkendorf, landsdomare på Lolland, og Margrethe Pallesdatter (Ulfeldt).
Valkendorf var domprost i Roskilde, då han förordnades att som kansler följa prins Kristian, när denne 1506 tillträdde regeringen i Norge. Kristians varma rekommendation hos påven Julius II hade Valkendorf att tacka för ärkebiskopsstolen i Nidaros 1510. På denna plats gjorde han sig bemärkt inte endast genom kunskaper och duglighet i den kyrkliga styrelsen (han var ivrigt intresserad för domkyrkans byggande och lät trycka ett breviarium och ett missale till kyrkans bruk), utan även genom nit och omsorg om riket och dess världsliga förkovran (bland annat sökte han återuppliva förbindelserna med Grönland). Det goda förhållandet mellan Kristian och Valkendorf tog snart slut. Den senare hade 1515 fått i uppdrag att från Nederländerna hemföra kungens brud, prinsessan Elisabet, och skrev på tillskyndan av hennes närmaste ett brev till Kristian med uppmaning att bryta sin förbindelse med Dyveke, vars bekantskap med konungen Valkendorf själv tidigare lär ha främjat. Därigenom fick han en mäktig fiende i Dyvekes mor, Sigbrit, som begagnade varje tillfälle att uppreta kungen mot honom och även på annat håll stämpla till hans ofärd. Förgäves beklagade Valkendorf sig hos kungen över Sigbrits ränker, och då ingenting tycktes hjälpa, beslöt han 1521 att själv resa till Danmark för att försvara sig. Olyckan fogade emellertid, att han blev stormdriven till holländska kusten, och där träffade han Kristian, som helt hastigt rest dit. Den av naturen misstänksamme kungen trodde strax, att Valkendorf rymt från Norge med domkyrkans skatter, och begärde hans fängslande av myndigheterna i Amsterdam, vilka dock vägrade. Kristian fordrade då, att han skulle möta inför kung och riksråd för att försvara sig, men med kännedom om kungens våldsamhet föredrog Valkendorf att, utblottad på alla medel, bege sig till Rom för att lägga fram sin sak för påven. Där dog han, innan påvens dom fallit. Valkendorf bidrog också till utgivningen av Saxo Grammaticus.